# Меценат
 Тази статия е за понятие.  За римския държавник вижте Гай Цилний Меценат.  
Меценатът е богат и влиятелен човек, който подпомага материално творци на изкуството или науката със свои лични средства.
Името „меценат“ произлиза от името на Гай Цилний Меценат, богат римлянин от етруски произход, който подпомага млади поети и художници (Вергилий, Хораций).
През цялата човешка история е имало големи меценати, като Лоренцо де Медичи, който подкрепя най-изтъкнатите представители на Ренесанса. Друг пример е династията на банкери и обществени дейци Ротшилд.